# ジョージ・C・スコット
ジョージ・C・スコット（George C. Scott, 1927年10月18日 - 1999年9月22日）はアメリカ合衆国バージニア州出身の俳優。

## 来歴
1945年から1948年まで海兵隊に参加。その後、ミズーリ大学でジャーナリズムを学ぶが、演劇に興味を持つようになり、1年で大学を去る。ブロードウェイの舞台に出演するようになり、『The Andersonville Trial』などで高い評価を得る。1959年に映画デビューし、同年ジェームズ・スチュワートと共演した『或る殺人』でアカデミー助演男優賞にノミネートされた。1961年にも『ハスラー』で助演男優賞にノミネートされたが、この時は即座にノミネートを辞退した。
1970年には『パットン大戦車軍団』でアカデミー主演男優賞を受賞したが、これを辞退した。栄えあるアカデミー賞の受賞辞退という前代未聞の行動が話題になった。この時、スコットは主催者へ丁重に辞退を申し入れたが、別の所では「あんなのは皆、下らないお祭り騒ぎさ。関わるのはご免だね。」と語っていた。1971年の『ホスピタル』でも主演男優賞にノミネートされたが、これも辞退した。主演男優賞の受賞を辞退した例としては他にマーロン・ブランドがいるが、スコットの場合はついに最後まで1度も壇上に現れることはなかった。
1980年代初頭までは、リベラルで、時に重厚かつ正統派の演技者として厳格な存在感を示していた。しかし、1984年の『クリスマス・キャロル』以降は性格俳優として不気味な悪役や、ホラー映画でのヒーローなど別の一面を披露。同時に大型テレビシリーズ『ムッソリーニ』では、20世紀初頭のイタリアを統率したムッソリーニを演じ、いぶし銀の魅力に箔をかけていた。また『ジェネシスを追え』ではブランドと共演し、演技合戦に火花を散らせたことで話題になる。1990年代も主に大作映画では脇役で存在感を示し、B級作品での主演などでも第一線であった。晩年は、テレビドラマでの活躍が主だった。
『博士の異常な愛情』のタージドソン将軍役について、スタンリー・キューブリック監督はアドリブで強い印象を残したピーター・セラーズと対比して「同じ演技を何度でも繰り返せる俳優」とコメントしている。

### 私生活
生涯で5度結婚しており、2度結婚した女優のコリーン・デューハーストとの間の息子キャンベル・スコットは俳優になった。
晩年、最後に連れ添ったトリッシュ・ヴァン・ディヴァーとは幾度か共演作を残している。

## 主な出演作品

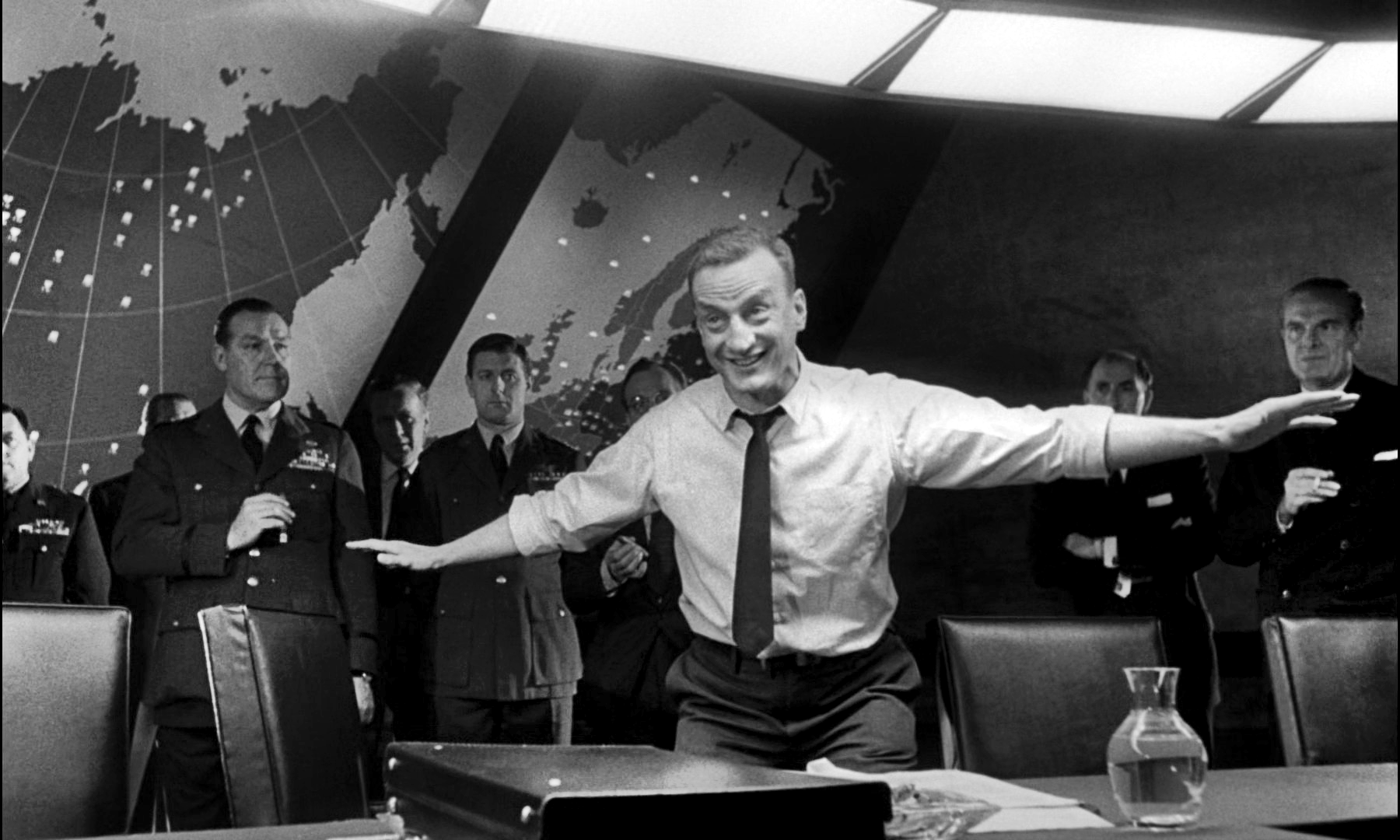
『博士の異常な愛情』（1964年）

| 公開年 | 邦題 原題 | 役名                                   | 備考                             | 吹き替え                                                                           |
| ------ | --- | -------------------------------------- | -------------------------------- | ---------------------------------------------------------------------------------- |
| 1959   | 縛り首の木 The Hanging Tree | ジョージ                               |                                  | 北山年夫（テレビ朝日版）                                                           |
| 1959   | 或る殺人 Anatomy of a Murder | クロード・ダンサー                     | アカデミー賞助演男優賞ノミネート | 家弓家正（NETテレビ版）                                                            |
| 1961   | ハスラー The Hustler | バート・ゴードン                       | アカデミー賞助演男優賞ノミネート | 西桂太（テレビ朝日版） 西田昭市（フジテレビ版）                                    |
| 1963   | 秘密殺人計画書 The List of Adrian Messenger | アンソニー                             |                                  | 高城淳一（テレビ朝日版）                                                           |
| 1964   | 博士の異常な愛情 または私は如何にして心配するのを止めて水爆を愛するようになったか Dr. Strangelove or: How I Learned to Stop Worrying and Love the Bomb | バック・タージドソン将軍               |                                  | 池田忠夫（テレビ朝日版） 宝亀克寿（ソフト版）                                      |
| 1964   | 黄色いロールス・ロイス The Yellow Rolls-Royce | パオロ                                 |                                  | 大平透                                                                             |
| 1966   | 天地創造 The Bible: In the Beginning... | アブラハム                             |                                  | 加藤和夫（TBS版） 有川博（日本テレビ版） 小林勝彦（テレビ朝日版） 北村和夫（LD版） |
| 1966   | おれの女に手を出すな Not with My Wife, You Don't! | タンク・マーティン                     |                                  | 大平透（テレビ朝日版）                                                             |
| 1967   | 恋とペテンと青空と The Flim-Flam Man | モルデカイ                             |                                  |                                                                                    |
| 1968   | 華やかな情事 Petulia | アーチー                               |                                  |                                                                                    |
| 1970   | パットン大戦車軍団 Patton | ジョージ・S・パットン大将              | アカデミー賞主演男優賞受賞       | 織本順吉（日本テレビ旧録版） 大木民夫（日本テレビ新録版） 大平透（二ヵ国語LD版）   |
| 1970   | ジェーン・エア Jane Eyre | エドワード・ロチェスター               | テレビ映画                       | 新田昌玄（テレビ朝日版）                                                           |
| 1971   | ラスト・ラン/殺しの一匹狼 The Last Run | ハリー・ガームス                       |                                  | 小松方正（テレビ東京版）                                                           |
| 1971   | ホスピタル The Hospital | ハーバート・ボック                     | アカデミー賞主演男優賞ノミネート |                                                                                    |
| 1972   | センチュリアン The New Centurions | キルビンスキー                         |                                  | 鈴木瑞穂（テレビ朝日版）                                                           |
| 1972   | 激怒 Rage | ドン・ローガン                         | 監督・主演                       |                                                                                    |
| 1973   | オクラホマ巨人 Oklahoma Crude | ノーブル・メイソン                     |                                  |                                                                                    |
| 1973   | イルカの日 The Day of the Dolphin | ジェイク・テレル                       |                                  | 大平透（LD版） 加藤和夫（NETテレビ版）                                             |
| 1974   | 悪の天才たち・銀行略奪大作戦 Bank Shot | ウォルター・アップジョン・バレンティン |                                  |                                                                                    |
| 1974   | ロンリー・アイランド The Savage Is Loose | ジョン                                 | 監督・主演                       |                                                                                    |
| 1975   | ヒンデンブルグ The Hindenburg | フランツ・リッター大佐                 |                                  | 小林修（TBS版） 内田稔（日本テレビ版）                                             |
| 1976   | 美女と野獣 Beauty and the Beast | 野獣                                   | テレビ映画                       |                                                                                    |
| 1977   | 海流のなかの島々 Islands in the Stream | トーマス・ハドソン                     |                                  |                                                                                    |
| 1977   | 王子と乞食 Crossed Swords | Ruffler                                |                                  | 大平透                                                                             |
| 1978   | ブルックリン物語 Movie Movie | Gloves Malloy/Spats Baxter             |                                  |                                                                                    |
| 1979   | ハードコアの夜 Hardcore | ジャック・ヴァンドーン                 |                                  | 大木民夫                                                                           |
| 1980   | チェンジリング The Changeling | ジョン・ラッセル                       |                                  | 久米明（テレビ東京版）                                                             |
| 1980   | ジェネシスを追え The Formula | バーニー・ケイン                       |                                  | 小林修（TBS版）                                                                    |
| 1981   | タップス Taps | ハーラン・ベイシュ将軍                 |                                  | 加藤正之（フジテレビ版）                                                           |
| 1982   | オリバー・ツイスト Oliver Twist | ファギン                               | テレビ映画                       |                                                                                    |
| 1983   | チャイナ・ローズ China Rose | バートン・アレン                       | テレビ映画                       |                                                                                    |
| 1984   | 炎の少女チャーリー Firestarter | ジョン・レインバード                   |                                  | 加藤正之（TBS版）                                                                  |
| 1984   | クリスマス・キャロル A Christmas Carol | スクルージ                             | テレビ映画                       | 大木民夫（テレビ東京版）                                                           |
| 1985   | ムッソリーニ Mussolini: The Untold Story | ベニート・ムッソリーニ                 | テレビ・ミニシリーズ             |                                                                                    |
| 1986   | パットン将軍 最後の日々 The Last Days of Patton | ジョージ・S・パットン大将              | テレビ映画                       |                                                                                    |
| 1986   | モルグ街の殺人 The Murders in the Rue Morgue | C・オーギュスト・デュパン              |                                  |                                                                                    |
| 1990   | エクソシスト3 The Exorcist III | キンダーマン                           |                                  | 鈴木瑞穂（VHS版） 納谷悟朗（フジテレビ版）                                         |
| 1990   | 引き裂かれた天使 Descending Angel | フロリアン・ストロイア                 | テレビ映画                       |                                                                                    |
| 1993   | カリブの渇いた銃弾 Curacao | コーネリウス・ウェッターリング         | テレビ映画                       |                                                                                    |
| 1993   | 冷たい月を抱く女 Malice | マーティン・ケスラー                   |                                  | 島香裕（VHS版） 宮部昭夫（テレビ東京版）                                           |
| 1995   | どんな時も Angus | イヴァンおじいさん                     |                                  |                                                                                    |
| 1996   | ザ・タイタニック Titanic | エドワード・J・スミス                  | テレビ映画                       | 阪脩                                                                               |
| 1997   | ファミリー・レスキュー Country Justice | クレイトン・ヘイズ                     | テレビ映画                       |                                                                                    |
| 1997   | 12人の怒れる男/評決の行方 12 Angry Men | 陪審員3                                | テレビ映画                       | 勝部演之（NHK版） 山内雅人（VHS版）                                                |
| 1999   | グロリア Gloria | ルビー                                 |                                  | 長克巳                                                                             |
| 1999   | ロッキー・マルシアーノ/伝説のチャンプ Rocky Marciano                                                                                                   | Pierino Marchegiano                    | テレビ映画                       |                                                                                    |
| 1999   | 風の行方 Inherit the Wind | マシュー・ハリソン・ブラディ           | テレビ映画                       |                                                                                    |

## 関連文献
- Ancestry of George C. Scott (by Kip Hamilton) on World Connect